# 8458 Джорджкеніг
8458 Джорджкеніг (8458 Georgekoenig, 1981 EY9, 1991 CV) — астероїд головного поясу, відкритий 1 березня 1981 року.
Тіссеранів параметр щодо Юпітера — 3,600.